# تورناکو
تورناکو (به ایتالیایی: Tornaco) یک کومونه در ایتالیا است که در استان نووارا واقع شده‌است.

## خصوصیات
تورناکو ۱۳٫۳ کیلومترمربع مساحت و ۸۷۰ نفر جمعیت دارد و ۱۲۲ متر بالاتر از سطح دریا واقع شده‌است.